# نيكوماكوس فلافيانوس
نيكوماكوس فلافيانوس هو سياسي ولغوي روماني عاش في القرنين الرابع والخامس الميلادي. هو ابن القنصل الروماني فيريوس نيكوماكوس فلافيانوس، كان مع والده من أبرز المدافعين عن الوثنية في الامبراطورية الرومانية. خدم في بلاط أباطرة من ثيودوسيوس الأول و فالنتينيان الثاني و أوجينيوس و هونوريوس و فالنتينيان الثالث. كان متزوج من ابنة حليف عائلته كوينتوس أوريليوس سيماكوس غالا. بدأ حياته السياسية من إنا في صقلية. أصبح والي كامبانيا في حوالي سنة 380. وثم اختاره الإمبراطور ثيودوسيوس كوالي على آسيا الصغرى. لكن بسبب وثنيته أقاله من منصبه في سنة 383. عاد إلى البلاط في حكم أوجينيوس وأصبح والي روما في سنة 393. بعد هزيمة أوجينيوس ومقتله في معركة فريغيدوس انتحر والده فيريوس. عاد إلى بلاط روما في عصر هونوريوس وأصبح والي روما مرتين. في أواخر حياته أصبح والي إيليريكوم في سنة 431 وتوفي هناك في سنة 432.